# مصطفى أحمد (لاعب)
مصطفى أحمد علي هو لاعب رياضي مصري بارالمبي، شارك رسمياً في منافسات دفع الجلة ورمي القرص من الفئة F37. حيث احرزة الميدالية البروزنزية في رياضة رمي القرص من فئة F37، ضمن احداث دورة الالعاب لذوي الاحتياجات الخاصة في عام 2004 التي اقيمت في اثينا.

## ألعاب القوى

### الألعاب البارالمبية
تنافس مصطفى في دورة الألعاب البارالمبية الصيفية 2004 في أثينا واحرزة على المركز الخامس في رياضة دفع الجلة، وايضاً فاز بالميدالية البرونزية في رمي القرص فئة F37. لم يشارك في بعض الدورات للاعاب البرالمبية وذاللك لعدم تمكنه من التدرب.